# CODATA
CODATA (Comitè d'Informació per a la Ciència i la Tecnologia, en anglès Committee on Data for Science and Technology) va ser establert el 1966 com a comitè científic interdisciplinari del Consell Internacional per a la Ciència (ICSU), formalment el Concili Internacional de Científics Units, que té la seu a París des de fa més de 30 anys. El seu objectiu és buscar la millora de la compilació, avaluació crítica, emmagatzematge i recuperació d'informació rellevant per a la ciència i la tecnologia.
El Grup de treball CODATA en Constants fonamentals va ser establert el 1969. El seu propòsit és proveir periòdicament a les comunitats internacionals científiques i tecnològiques d'un conjunt de constants físiques fonamentals i factors de conversió acceptats internacionalment, per a ús mundial. El primer conjunt d'estàndards CODATA va ser publicat el 1973, el segon el 1986, el tercer el 1988, el quart el 2002 i el cinquè el 2006.
Els valors de constants físiques recomanades pel CODATA són publicades en el NIST, Referència en Constants, Unitats i Incertesa.